# LPGA Tour 1968
Navigation
Édition précédente Édition suivante
Le LPGA Tour 1968 est la dix-neuvième édition du Ladies Professional Golf Association Tour (LPGA), circuit professionnel féminin de golf, qui se déroule du 14 mars 1968 au 1er décembre 1968 exclusivement aux États-Unis à l'exception de deux tournois au Canada. Cette dix-neuvième édition de ce circuit permet de proposer un certain nombre de tournois professionnels destinés aux femmes en dehors des compétitions amateurs. La volonté de la professionnalisation des golfeuses leur permet désormais de gagner de l'argent en jouant au golf.
Cette saison comporte trente-deux tournois, soit quatre de plus qu'en 1967, auxquels sont insérées des dotations financières en fonction du résultat de la golfeuse. Seuls deux de ces tournois sont considérés comme « tournoi majeur » - l'Open américain et le Championnat de la LPGA - et sont considérés comme les plus prestigieux et difficiles à remporter. Il y avait quatre tournois majeurs lors de l'édition 1966. Le tournoi majeur du Western Open disparaît du calendrier cette saison après la disparition l'année précédente du Championnat Titleholders.
L'Américaine Kathy Whitworth est désignée « Joueuse de l'année de la LPGA » (« Player of the Year ») pour la troisième année consécutive et gagne pour la quatrième fois d'affilée le classement des gains avec un record de gains de 48 379 $ en remportant dix victoires. Les deux tournois majeurs sont remportés par la Canadienne Sandra Post (Championnat de la LPGA) et Susie Berning (Open américain). Sandra Post est l'unique non-américaine cette saison-là à remporter un tournoi de la LPGA. Enfin, le « Trophée Vare » récompensant la golfeuse ayant la moyenne de score la plus basse de la saison est remporté par Carol Mann pour la première fois.

## Histoire
Pour l'organisation de cette dix-neuvième édition, tous les tournois se disputent aux États-Unis, à l'exception de deux tournois au Canada, par des golfeuses principalement américaines professionnelles et amateures. Le calendrier établi fait débuter la saison par l'Open de St. Petersburg en Floride remporté par Kathy Whitworth. Au cours de cette saison, tous les tournois ont été remportés par des golfeuses américaines professionnelles à l'exception du tournoi majeur, le Championnat de la LPGA, par la Canadienne Sandra Post.
L'Américaine Kathy Whitworth est désignée « Joueuse de l'année de la LPGA » (« Player of the Year ») pour la troisième année consécutive et gagne pour la quatrième fois d'affilée le classement des gains avec un record de gains de 48 379 $ en remportant dix victoires. Les deux tournois majeurs sont remportés par la Canadienne Sandra Post (Championnat de la LPGA) et Susie Berning (Open américain). Sandra Post est l'unique non-américaine cette saison-là à remporter un tournoi de la LPGA.

## Participantes à la saison LPGA 1968
Les participantes ont deux statuts. Certaines sont devenues professionnelles, et pour certaines avant la création de ce circuit, mais de nombreuses amateures prennent également part aux tournois sans toutefois pouvoir recevoir le montant des gains en raison de leur statut.
| Participantes     | Participantes    | Participantes      | Participantes     | Participantes    |
| Professionnelles  | Professionnelles | Professionnelles   | Professionnelles  | Professionnelles |
| ----------------- | ---------------- | ------------------ | ----------------- | ---------------- |
| Kathy Ahern       | Debbie Austin    | Pam Barnett        | Patty Berg        | Susie Berning    |
| Donna Caponi      | Linda Craft      | Clifford Ann Creed | Betsy Cullen      | Mary Lou Daniel  |
| Althea Darben     | Gail Davis       | Gloria Ehret       | Shirley Englehorn | Jan Ferraris     |
| Sybil Griffin     | Marlene Hagge    | Sandra Haynie      | Lesley Holbert    | Ruth Jessen      |
| Judy Kimball      | Murle Lindstrom  | Carol Mann         | Margie Masters    | Sharon Miller    |
| Mary Mills        | Sharron Moran    | Sandra Palmer      | Sandra Post       | Jo Ann Prentice  |
| Betsy Rawls       | Judy Rankin      | Marilynn Smith     | Sandra Spuzich    | Beth Stone       |
| Louise Suggs      | Gerda Whalen     | Kathy Whitworth    | Peggy Wilson      | Jane Woodworth   |
| Mickey Wright     |                  |                    |                   |                  |
| Amateures         |                  |                    |                   |                  |
| Catherine Lacoste | Phyllis Preuss   |                    |                   |                  |

## Calendrier de la saison 1968
L'édition 1968 se déroule du 14 mars 1968 au 1er décembre 1968. La tableau suivant présente tous les tournois programmés pour la saison 1968. Les chiffres entre parenthèses correspondent au nombre de victoires remportées au moment de la victoire de la golfeuse audit tournoi remporté. Il est à noter que tous les tournois considérés comme tournois majeurs sont reconnus comme victoires officielles au palmarès de la LPGA et ajoutés au palmarès des golfeuses, même avant sa création en 1950. Les tournois majeurs sont indiqués en gras.
| Date       | Tournoi                                            | Catégorie      | Dotation (US$) | Vainqueur individuelle |
| ---------- | -------------------------------------------------- | -------------- | -------------- | ---------------------- |
| 17/03/1968 | Open de St. Petersburg, Floride                    |                | 12 500 $       | Kathy Whitworth (37)   |
| 24/03/1968 | Invitational de Port Malabar, Floride              |                | 10 000 $       | Mickey Wright (77)     |
| 31/03/1968 | Open de Palm Beach, Floride                        |                | 12 500 $       | Mickey Wright (78)     |
| 14/04/1968 | Open d'O'Sullivan, Virginie                        |                | 12 500 $       | Marilynn Smith (19)    |
| 21/04/1968 | Open de Lady Carling I, Géorgie                    |                | 15 000 $       | Carol Mann (11)        |
| 28/04/1968 | Invitational de Raleigh, Caroline du Nord          |                | 15 000 $       | Carol Mann (12)        |
| 05/05/1968 | Invitational de Shreveport Kiwanis Club, Louisiane |                | 11 500 $       | Carol Mann (13)        |
| 12/05/1968 | Open de Tall City, Texas                           |                | 17 500 $       | Mickey Wright (79)     |
| 26/05/1968 | Open de Dallas Civitan, Texas                      |                | 18 500 $       | Kathy Whitworth (38)   |
| 09/06/1968 | Invitational de Bluegrass, Kentucky                |                | 14 250 $       | Carol Mann (14)        |
| 16/06/1968 | Classic de 500 Ladies, Indiana                     |                | 15 500 $       | Mickey Wright (80)     |
| 23/06/1968 | Championnat de la LPGA, Nevada                     | Tournoi majeur | 20 000 $       | Sandra Post (1)        |
| 30/06/1968 | Open de Lady Carling II, Maryland                  |                | 20 000 $       | Kathy Whitworth (39)   |
| 07/07/1968 | Open américain, Pennsylvanie                       | Tournoi majeur | 25 000 $       | Susie Berning (5)      |
| 14/07/1968 | Classic de Pabst, Ohio                             |                | 28 000 $       | Carol Mann (15)        |
| 21/07/1968 | Invitational de Buckeye Savings, Ohio              |                | 18 500 $       | Carol Mann (16)        |
| 27/07/1968 | Open de Supertest, Canada                          |                | 20 500 $       | Carol Mann (17)        |
| 04/08/1968 | Open de Gino Paoli, Connecticut                    |                | 15 000 $       | Kathy Whitworth (40)   |
| 10/08/1968 | Open de Concord, New York                          |                | 28 500 $       | Shirley Englehorn (7)  |
| 18/08/1968 | Classic d'Holiday Inn, Missouri                    |                | 15 685 $       | Kathy Whitworth (41)   |
| 01/09/1968 | Invitational de Willow Park, Canada                |                | 15 000 $       | Carol Mann (18)        |
| 08/09/1968 | Classic de Pacific, Oregon                         |                | 12 500 $       | Sandra Haynie (14)     |
| 15/09/1968 | Invitational de Shirley Englehorn, Idaho           |                | 11 500 $       | Carol Mann (19)        |
| 22/09/1968 | Open de Kings River, Californie                    |                | 15 000 $       | Kathy Whitworth (42)   |
| 29/09/1968 | Invitational de Mickey Wright, Californie          |                | 13 500 $       | Betsy Rawls (51)       |
| 20/10/1968 | Classic de Quality Chek'd, Texas                   |                | 12 500 $       | Carol Mann (20)        |
| 27/10/1968 | Invitational de River Plantation, Texas            |                | 13 500 $       | Kathy Whitworth (43)   |
| 03/11/1968 | Classic de Canyon, Californie                      |                | 22 750 $       | Kathy Whitworth (44)   |
| 10/11/1968 | Open de Corpus Christi Civitan, Texas              |                | 12 500 $       | Judy Rankin (1)        |
| 17/11/1968 | Invitational de Pensacola, Floride                 |                | 12 500 $       | Kathy Whitworth (45)   |
| 24/11/1968 | Invitational de Louise Suggs, Floride              |                | 12 500 $       | Kathy Whitworth (46)   |
| 01/12/1968 | Open d'Hollywood Lakes, Floride                    |                | 12 500 $       | Peggy Wilson (1)       |

## Classements saison 1968

### Tableau des gains («Money list»)
Le tableau ci-dessous est le classement des golfeuses par gains obtenus sur cette saison 1968. Le classement par gains est remporté par Kathy Whitworth avec 48 379 $ remportés.
| Cla. | Golfeuses       | Gains    | Victoires |
| ---- | --------------- | -------- | --------- |
| 1    | Kathy Whitworth | 48 379 $ | 10        |

### Trophée Vare («Vare Trophy»)
Le tableau ci-dessous est le classement des golfeuses par scores les plus bas sur cette saison 1968.
| Cla. | Golfeuses  | Moyenne |
| ---- | ---------- | ------- |
| 1    | Carol Mann |         |